# Takayuki Morimoto
Takayuki Morimoto (Kawasaki, Japón, 7 de mayo de 1988) es un Exfutbolista japonés que juega como delantero y su último equipo es el Akragas 2018 de la Serie D. Fue internacional con la selección de fútbol de Japón.

## Trayectoria
Empezó a jugar en el equipo juvenil del Tokyo Verdy 1969 y debutó en la J1 League con solo 16 años. En julio de 2006 pasa al Catania Calcio de Italia, equipo que consiguió el ascenso a la Serie A.
El 13 de marzo de 2004 debutó en la J. League con el Tokyo Verdy 1969 contra el Júbilo Iwata con solo 15 años, 10 meses y 6 días, el récord en la Liga. Marca su primer gol contra el JEF United Ichihara el 5 de mayo del mismo año, 2 días antes de cumplir 16 años, realizando otro récord en la J. League.
Morimoto fue uno de los jugadores de la selección Japonesa sub-20 que participó en el campeonato del mundo FIFA de 2005 y en el campeonato juvenil AFC de 2004.
El 23 de julio, el Tokyo Verdy 2006 estipula un contrato de préstamo con el Calcio Catania que le permite jugar en una de las ligas más importantes del mundo, la Serie A.
Morimoto es el jugador japonés más joven a debutar en el fútbol profesional y el más joven marcador de la liga japonesa.[cita requerida]
Jeremy Walker, experto de fútbol japonés, comparó a Morimoto con Ronaldo al principio de su carrera, según él se parece al brasileño por constitución física, fuerza y rapidez.
Unos aficionados del Catania le dedicaron una página web, la primera en internet, llamada MorimotoMania.com donde se encuentran todas las informaciones sobre el fenómeno japonés.

## Selección nacional
Ha sido internacional con la selección de fútbol de Japón.

### Participaciones internacionales
| Torneo                                 | Sede         | Resultado        |
| -------------------------------------- | ------------ | ---------------- |
| Campeonato Juvenil de la AFC de 2004   | Malasia      | Tercer lugar     |
| Copa Mundial de Fútbol Juvenil de 2005 | Países Bajos | Octavos de final |
| Juegos Olímpicos de Pekín 2008         | China        | Primera fase     |

## Clubes
| Club                      | País                   | Año       |
| ------------------------- | ---------------------- | --------- |
| Tokyo Verdy               | Japón                  | 2004-2007 |
| Catania Calcio (préstamo) | Italia                 | 2006-2007 |
| Catania Calcio            | Italia                 | 2007-2011 |
| Novara Calcio             | Italia                 | 2011-2012 |
| Catania Calcio            | Italia                 | 2012-2013 |
| Al-Nasr S. C. (préstamo)  | Emiratos Árabes Unidos | 2013      |
| JEF United Chiba          | Japón                  | 2013-2015 |
| Kawasaki Frontale         | Japón                  | 2016-2017 |
| Avispa Fukuoka            | Japón                  | 2018-2020 |
| AEP Kozani FC             | Grecia                 | 2020-2021 |
| Club Sportivo Luqueño     | Paraguay               | 2021      |
| Taichung Futuro           | República de China     | 2022-2023 |
| Akragas 2018              | Italia                 | 2023-     |